# Códice Claromontano
O Códice Claromontano (em latim: Codex Claromontanus), Dp ou 06 (Gregory-Aland), é um manuscrito bilíngue (grego e latim),  do século VI, que contém as epístolas do apóstolo Paulo e a Epístola aos Hebreus. Recebeu este nome por ter sido descoberto em Clermont por Theodore Beza. Atualmente acha-se no Biblioteca Nacional da França (Gr. 107, 107 AB).